# رودني بينيت
رودني بينيت (بالإنجليزية: Rodney Bennett)‏ (و. 1935 – 2017 م) هو مخرج تلفزيوني، من المملكة المتحدة، توفي عن عمر يناهز 82 عاماً.

## مناصب وهيئات
أدار بي بي سي.

## وصلات خارجية
- رودني بينيت على موقع IMDb (الإنجليزية)
- رودني بينيت على موقع قاعدة بيانات الفيلم (الإنجليزية)